# هولیا دویار
هولیا دویار (انگلیسی: Hülya Duyar؛ زادهٔ ۲۶ ژوئن ۱۹۷۰) بازیگر اهل آلمان است. وی از سال ۲۰۰۲ میلادی تاکنون مشغول فعالیت بوده‌است.
از فیلم‌ها یا برنامه‌های تلویزیونی که وی در آن نقش داشته‌است می‌توان به کلوپ اشاره کرد.